# Vers héroïques
Les Vers héroïques représentent le dernier recueil de Tristan L'Hermite, publié en 1648 et constitué d'une collection de poèmes inédits ou imprimés de manière indépendante, remontant parfois aux première années de sa production poétique (La Maison d'Astrée, La Mer, l'Églogue maritime).

## Présentation

### Publication
Tristan L'Hermite fait imprimer « en hâte ses Vers héroïques, pour qu'il puisse les présenter au comte de Saint-Aignan. Il espère que son illustre ami voudra bien agréer, au lieu de la Peinture qu'il lui avait promise, un recueil rempli de son nom ». Les Vers héroïques sont publiés le 20 janvier 1648. Les circonstances sont très défavorables : l'Arrêt d'Union décidé le 13 mai suivant par le parlement de Paris, la chambre des comptes, le Grand Conseil et la Cour des Aides donne le signal de la Fronde et « le nouveau recueil de Tristan, malgré des qualités de premier ordre, obtint tout au plus ce qu'on appelle un succès d'estime ».
L'ouvrage est bien accueilli, parmi les gens de lettres : Charles de Vion d'Alibray trouve les Vers héroïques « vraiment magnifiques ». Mais le succès de librairie demeure « médiocre ».

### Composition
Napoléon-Maurice Bernardin décrit la première édition des Vers héroïques, « le moins rare de tous les recueils publiés par Tristan », comme « un très gros in-4° de 377 pages qui comprend, avec un grand nombre de poésies héroïques, quelques épigrammes, quelques madrigaux et quelques pièces burlesques » :
- Églogue maritime (1634)
- La Mer, ode (1628)
- L'Aventure d'un pêcheur, sonnet
- À son Altesse Royale, sur la prise de Gravelines, stances (1644)
- À son Altesse Royale, sur ses autres progrès en Flandres, commandant les Armes du Roi, ode
- À Madame, ode
- À monsieur l'abbé de La Rivière, ode
- À monsieur l'abbé de La Rivière, stances
- À monsieur de Patris, madrigal
- À monsieur de Voiture, sur un bon office reçu, stances
- À la Sérénissime Princesse Isabelle-Claire-Eugénie, archiduchesse des Pays-Bas, ode
- Ode royale sur l'heureux mariage de leurs sérénissimes Majestés de Pologne (1646)
- À Monseigneur le Prince, sur la victoire de Rocroi, ode (1643)
- À sa dite Altesse, sur les progrès de ses armes en Allemagne, sonnet
- Ode À Monseigneur le maréchal de Schomberg, sur le combat de Leucate
- Pour Madame la maréchale de Schomberg, stances
- À la gloire du Roy que l'auteur eut l'honneur de voir, un jour que sa Majesté se divertissait à mettre de petits soldats en bataille, ode
- Sur la proclamation du Roy, épigramme en sixain
- À son son Éminence, stances
- À Monseigneur le Chancelier, sonnet
- À Monseigneur Le Tellier, secrétaire d'état, ode
- La Mort d'Hippolyte, à Monsieur Delorme, idylle
- À Monsieur Felis, sonnet
- La Servitude, stances
- Stances — « Doux remède à mes sens malades »
- Prosopopée de la Fontaine de *
- Sonnet — « Logement nompareil, superbe appartement »
- La Pâmoison, sonnet
- Sonnet — « Mon Art ne peut atteindre à marquer la tendresse »
- À la Fortune, sonnet
- Pour un petit enfant de marbre, madrigal
- La Pudeur innocente, madrigal
- La Maison d'Astrée, ode
- À Monseigneur le duc de Guise, sonnet
- Sonnet — « Va, marche sur les pas des héros de ta race »
- Stances — « Je ne saurais cacher ma joie »
- Sur un portrait, ode
- Stances — « Chaste Élise, dont la beauté »
- Sonnet — « Sur la fin de son cours, le Soleil sommeillait »
- Stances — « Finissez, bruits trompeurs, ridicules mensonges »
- Stances — « Héros aimable et glorieux »
- Sur le passage de son Altesse, sonnet
- Les Inquiétudes, madrigal
- Un petit oiseau parle, madrigal
- Le Proverbe vérifié, sonnet
- Madrigal — « Les fleurs que le printemps produit »
- L'extase d'un baiser, sonnet
- Protestations amoureuses, madrigal
- Sonnet — « Admirable concert de célestes beautés »
- Sonnet — « Ô beauté qu'un départ afflige »
- À la ville de Rome, en faveur du duc de Guise, stances
- La Gloire, à Monseigneur le duc de Guise, stances
- À S.A., madrigal
- Pour Monseigneur le duc de Guise, son Altesse allant avec sa flotte au secours des napolitains, ode
- Sonnet — « Prince brave et charmant qui parmi les combats »
- À monsieur le comte de Saint-Aignan, stances
- À lui-même, sonnet
- Pour monsieur le comte de Saint-Aignan, faisant faire son portrait par le sieur Champagne, stances
- À la Fortune, sur la maladie de monsieur le comte de Saint-Aignan, sonnet
- À monsieur le comte de Saint-Aignan, sur sa maladie, stances
- Stances sur le même sujet
- À monsieur le comte de Saint-Aignan, sur sa guérison, stances
- Sur une autre indisposition de monsieur le comte de Saint-Aignan, stances
- À madame Martel, dixain
- À madame de Beauvais, stances
- Pour Mademoiselle, présentant des armes au roi en un ballet, stances
- À Mademoiselle * sur son voyage de Pologne, stances
- La Belle gueuse, sonnet
- Le Codicille de Du Port, épigramme
- Sur la chronologie de monsieur de La Peyre, épigramme
- Contre la jalousie, stances
- Chanson — « Ingrate qui veux que je meure »
- L'Aveugle amoureux, stances
- Sur un regard refusé, madrigal
- Pour un tableau d'un amour qui s'arrache les ailes, madrigal
- Pour monsieur le comte de Saint-Aignan, représentant un maître de musique en un ballet, madrigal
- Les Terreurs nocturnes, ode
- Paroles pour chanter
- À Madame la duchesse de Guise, sur l'arrivée de Monseigneur son fils à Naples, sonnet
- À la même princesse, sonnet
- Sonnet — « Ce héros tout brillant de grâce et de valeur »
- Sur la mauvaise humeur d'une belle dame, madrigal
- Sur le trépas de Louis le Juste, dixain
- Prosopopée du même roi sur son tombeau, dixain
- À Madame la duchesse de Chaunes, sur le trépas de Monsieur le marquis de Renéval, son fils, stances
- À Monseigneur le chancelier, sur la mort de monsieur de Laval, son gendre, sonnet
- Sur le trépas de monsieur le chevalier de Bueil, sonnet
- Sur le trépas de monsieur de Beaumont, au siège de Dole, sonnet (1636)
- Sur la mort de monsieur le marquis de Pisani, sonnet
- Prosopopée de monsieur le maréchal de Gassion, sonnet
- Pour madame de C., sur la mort de son mari, sonnet
- Tombeau d'Alexandre le grand, quatrain
- Prosopopée d'un amant maltraité de sa maîtresse, madrigal
- Tombeau d'un ivrogne de qualité, quatrain
- Tombeau d'un prodigue, épigramme
- Prosopopée d'un courtisan, sixain
- Pour un jaloux d'une belle femme', épigramme
- Pour un parasite, dixain
- Prosopopée d'une femme assassinée par son mari jaloux, épigramme
- D'un joueur malheureux, madrigal
- Prosopopée d'un homme qui mourut d'une fièvre tierce pour avoir usé d'une poudre d'un empirique, madrigal
- Prosopopée d'un Hercule de bronze, épigramme
- Pour un jeune chirurgien qui épousait une vieille femme, épigramme
- Sur la mort d'un singe, huitain
- Prosopopée d'un singe à un peintre petit et laid, madrigal
- À Mademoiselle LX, Le mépris du mépris, madrigal
- Sujet de la Comédie des fleurs, stances
- À Madame la duchesse de…, épître
- À Madame DD, excellente comédienne, ode
- L'Amour travesti en habit de fille, épître
- Épître burlesque
- À monsieur Bourdon, gentilhomme de la maison de monsieur le comte de Saint-Aignan, épître
- Sur la convalescence et le retour de…, ode
- Sur le bruit incertain de la mort de…, madrigal
- D'un médisant, quatrain
- Consolation sur un départ, sonnet
- Consolation à l'un de ses grands amis, stances
- Sur la mort d'une belle Anglaise, sonnet
- Pour une belle gorge cachée, madrigal
- Pour une amour assise en haut lieu, madrigal
- Pour un portrait d'une belle dame, madrigal
- Pour une jalousie enragée, dans un roman, sonnet
- Pour des fleurs de miniature, madrigal
- sur une fâcheuse absence, huitain
- Le Manifeste de la belle ingrate, ode
- Pour une belle main cachée, madrigal
- Prosopopée de F.T.L., quatrain
- Pour des cheveux couverts d'une coiffe, madrigal
- Sonnet — « C'est fait de mes destins »
- À monsieur de Mespieu, sur sa retraite du monde, madrigal

Les stances intitulées Les Forges d'Antoigné, dédiées à monsieur le baron de Lavardin, ont été ajoutées en appendice au recueil, dans l'édition originale.

## Analyse

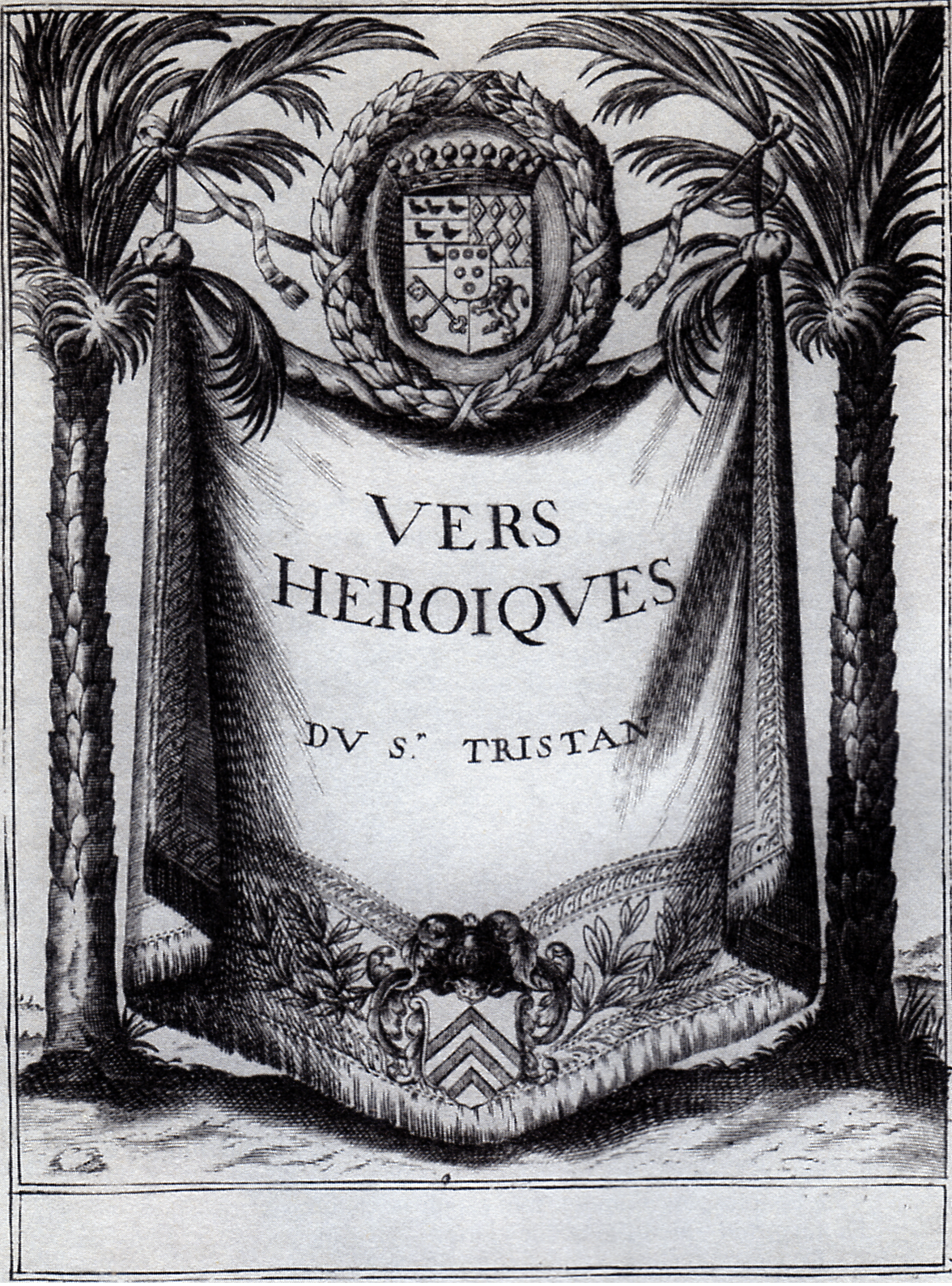
Frontispice des Vers héroïques, aux armes du comte de Saint-Aignan (en haut) et de Tristan (en bas).

### Frontispice et dédicaces
Les Vers héroïques sont dédiés au « protecteur des Lettres » François de Beauvilliers, « comte de Saint-Aignan, capitaine des gardes de Monsieur, ami et protecteur de Tristan » à qui Racine dédiera sa première tragédie, La Thébaïde en 1664 : « C'est à lui que songeait aussitôt un poète à court d'argent ».
D'autres pièces sont explicitement adressées à de grands personnages de la cour, et ceux qui ne sont pas nommés ont été identifiés assez précisément : Sur un portrait et « la plupart des poèmes qui suivent ont été composés à l'intention de Suzanne de Pons, fille de Jean-Jacques de Pons, marquis de la Caze et de Charlotte de Parthenay. Elle était la maîtresse du duc de Guise ». De même À Mademoiselle * sur son voyage de Pologne est offert à « une nièce de Renée du Bec, maréchale de Guébriant, que cele-ci avait emmenée avec elle lorsqu'elle conduisait à son mari Ladislas IV, roi de Pologne, la belle Marie de Gonzague, duchesse de Nevers ».
Parmi ces poèmes, certains sont également dédiés à des médecins, dont Charles Delorme : Tristan souffrait de la tuberculose depuis l'époque où il composait son ode La Mer.

### Thèmes et variations
Dans sa biographie de Tristan L'Hermite, Napoléon-Maurice Bernardin regrette de ne pouvoir suivre chronologiquement l'évolution de son œuvre poétique : « On retrouve jusque dans les Vers héroïques, imprimés en 1648, des vers qui remontent évidemment à sa première jeunesse ».

## Postérité

### Critiques
Ernest Serret considère que Tristan L'Hermite « se défend assez bien de l'enflure contemporaine » dans le poème encomiastique, ce que confirme Napoléon-Maurice Bernardin : « Transportée par la beauté du sujet, l'âme du poète monte sans effort jusque dans les hauteurs du grand lyrisme ; elle y plane, elle s'y soutient aisément, car elle s'y trouve dans son domaine. Aussi Tristan a-t-il le mérite rare d'échapper le plus souvent aux défauts du genre, à la tension, à l'emphase ».
Jean Tortel est plus réservé, considérant que le poète « s'essouffle vite » : « Ses odes sont incomparablement moins belles que celles de Théophile. La Maison d'Astrée ne souffre pas le parallèle avec La Maison de Sylvie ». De fait, ce dernier poème est le chef-d'œuvre de la jeune maturité de Théophile, que Tristan s'applique à imiter pour exercer sa plume. Tout indique que cette ode date de 1626, année de la mort de Théophile de Viau.
Parmi les poèmes témoignant d'une plus grande maîtrise, la Comédie des fleurs est « une des pièces de Tristan prisées par Éluard » — et il ne fait « aucun doute que La Fontaine s'est souvenu du sixain suivant dans Le Lion et le Moucheron » :  
On arme pour les deux cabales ;

On n'entend plus rien que Timbales,

Que Trompettes et que Clairons :

Car avec Tambour et Trompette,

Les Bourdons et les Moucherons

Sonnent la charge et la retraite.

### Rééditions
En 1925, Pierre Camo reprend une sélection de cinquante-six « poésies choisies » des Vers héroïques. En 1960, Amédée Carriat retient dix-sept poèmes dans son Choix de pages de toute l'œuvre en vers et en prose de Tristan. 
L'Anthologie de la poésie française, dans la Bibliothèque de la Pléiade, retient seulement le sonnet de La belle gueuse des Vers héroïques — sonnet mariniste et « libertin, puisque les quatrains sont bâtis sur des rimes différentes, croisées de surcroît » :
Ô que d'appas en ce visage

Plein de jeunesse et de beauté

Qui semblent trahir son langage

Et démentir sa pauvreté.

Ce rare honneur des orphelines

Couvert de ces mauvais habits

Nous découvre des perles fines

Dans une boîte de rubis.

Ses yeux sont des saphirs qui brillent,

Et ses cheveux qui s'éparpillent

Font montre d'un riche trésor :

À quoi bon sa triste requête,

Si pour faire pleuvoir de l'or,

Elle n'a qu'à baisser la tête.
La seule édition contemporaine intégrale du recueil est celle des Œuvres complètes aux Éditions Honoré Champion.

## Esthétique
Le sonnet de La belle gueuse a fait l'objet de nombreuses études en littérature comparée : Pierre Legouis en 1925 puis Valéry Larbaud en 1932 ont proposé un rapprochement sur le thème de la « belle mendiante », d'abord entre La Bellissima mendica de Claudio Achillini, On a Fair Beggar de Philip Ayres (poet) (en) et le poème de Tristan, dans un contexte baroque européen. Cette analyse s'applique, en fait, à « pas moins de neuf poèmes de six poètes, de quatre nationalités différentes » avec The Faire Begger de Richard Lovelace, parmi les plus récents, et Una dama que pedia Joyas de Quevedo, peut-être le plus ancien, sur le thème classique de « la belle mendiante et le roi Cophetua » : 

« Un roi africain ne trouvait jamais femme à son goût. Un jour qu'il se languissait à sa fenêtre, il voit soudain une mendiante tout de gris habillée. Cupidon surgit alors qui lui décoche une de ses flèches sournoises et irrésistibles et voici Cophetua amoureux fou de la mendiante nommée Penelophon ; en l'espace de deux vers, celle-ci attisera encore l'engouement du roi en passant du rouge écarlate de l'émotion à la pâleur de la mort. Cophetua sort pour lui tendre la main, la ramène cérémonieusement en son château et en fait sa reine. »

Ces différents poèmes témoignent de l'intérêt pour « la beauté paradoxale » — qui se trouve encore traité dès le début du siècle (1609) par Shakespeare dans les sonnets à la Dark Lady. Véronique Adam fait remonter la composition du sonnet de Tristan à 1633 ou 1634, ce qui correspond à une « mission dont [il] fut chargé auprès des souverains britanniques ». Il est « permis de rêver » que Lovelace ait pris connaissance du poème à la cour d'Angleterre, juste avant son inscription à Oxford, le 27 juin 1634.

Dans le sonnet de Tristan, « c'est sur ce paradoxe du trésor vrai que se fonde le trait d'esprit enchâssé dans le poème et qui culmine dans la pointe finale », toujours « dans le cadre galant et maniériste de l'idéalisme pétrarquiste, orné, certes, d'un érotisme discret énoncé dès le premier vers ». Pour cette « sensualité continue dans le jeu des images » évitant toute confusion dans l'usage de métaphores contournées, Amédée Carriat fait l'éloge de ce sonnet « plein de verdeur et de netteté », tout en proposant un prolongement du thème : 

« Et la mendiante rousse de Baudelaire, ne serait-ce pas un souvenir, à peine conscient peut-être, du sonnet de Tristan, bien que le ton et le rythme de la pièce soient plus près de la Pléiade que du XVIIe siècle ? »

Dès 1892, Pierre Quillard considère que Tristan « n'est le second de personne quand, par la force de l'image et l'arrangement des mots, il fait surgir dans le sonnet de La belle gueuse une admirable apparition de lumière et de splendeur juvénile ».

### Édition originale
- Tristan L'Hermite, Vers héroïques, Paris, Jean-Baptiste Loyson et Nicolas Portier, 1648, 377 p. (lire en ligne)

### Éditions modernes

#### Œuvres complètes
- Jean-Pierre Chauveau et al., Tristan L'Hermite, Œuvres complètes (tome III) : Poésie II, Paris, Honoré Champion, coll. « Sources classiques » (no 42), 2002, 736 p. (ISBN 978-2-745-30607-4)

#### Anthologies
- Pierre Camo (préface et notes), Les Amours et autres poésies choisies, Paris, Garnier Frères, 1925, XXVII-311 p.
- Amédée Carriat (présentation et annotations), Tristan L'Hermite : Choix de pages, Limoges, Éditions Rougerie, 1960, 264 p.
- Jean-Pierre Chauveau, Gérard Gros et Daniel Ménager, Anthologie de la poésie française : Moyen Âge, XVIe siècle, XVIIe siècle, Paris, Gallimard, coll. « La Pléiade » (no 466), 2000, 1586 p. (ISBN 2-07-011384-1)
- Adolphe van Bever (notice et appendices), Tristan L'Hermite, Paris, Mercure de France, coll. « Les plus belles pages », 1909, 320 p. (lire en ligne)

### Ouvrages généraux
- Philippe Martinon, Les Strophes : Étude historique et critique sur les formes de la poésie lyrique en France depuis la Renaissance, Paris, Honoré Champion, 1912, 615 p.
- Collectif et Jean Tortel (éd.), Le préclassicisme français, Paris, Les Cahiers du Sud, 1952, 374 p.
Jean Tortel, Quelques constantes du lyrisme préclassique, p. 123–161
Jean Tortel, Petit memento pour un demi-siècle, p. 232–259

### Biographie
- Napoléon-Maurice Bernardin, Un Précurseur de Racine : Tristan L'Hermite, sieur du Solier (1601-1655), sa famille, sa vie, ses œuvres, Paris, Alphonse Picard, 1895, XI-632 p.
- Amédée Carriat (préface d'Émile Henriot, Tristan ou L'éloge d'un poète, Limoges, Éditions Rougerie, 1955, 146 p.

### Articles et analyses
- Cahiers Tristan L'Hermite, Dédié à Amédée Carriat, Limoges, Éditions Rougerie (no XXV), 2003, 112 p.
Nicole Mallet, L'aumône à la belle disgraciée, p. 28–45
- Cahiers Tristan L'Hermite, Thèmes et variations, Limoges, Éditions Rougerie (no XXVIII), 2006, 110 p.
Lionel Philipps, Le Poète et le Prince dans les Vers héroïques : Agonie d'une relation mythique, p. 64–87
- Valéry Larbaud, « Trois Belles mendiantes », Technique, Gallimard,‎ 1932, p. 79-104
- Pierre Legouis, « Deux thèmes de la poésie lyrique au XVIIe siècle : La Plainte écrite de sang et La Belle gueuse », Revue de littérature comparée, no 5,‎ janvier-mars 1925, p. 139-152
- (en) J. O'Regan, « The Fair Beggar, decline of a Baroque theme », Modern Language Review, no 55,‎ 1960, p. 186-199
- Pierre Quillard, « Les poètes hétéroclites : François Tristan L'Hermitte de Soliers », t. V, Mercure de France, août 1892, 370 p. (lire en ligne), p. 317-333
- Ernest Serret, « Un précurseur de Racine : Tristan L'Hermite », Le Correspondant, no LXXXII,‎ 25 avril 1870, p. 334-354 (lire en ligne)